# 史瑞克系列
《史瑞克》（英語：Shrek）是由夢工廠動畫公司製作的美國喜劇電腦動畫。故事內容改編自美國作家威廉·史塔克的繪本《史瑞克！》。

## 電影

### 《史瑞克》（2001）
史瑞克是一個孤獨的怪物，當童話生物都被法克大人送到他的沼澤時，他十分驚訝。他和一隻叫驢子的驢成為朋友，並一起前往杜洛城與法克談判。法克須要和費歐娜公主結婚才能成為杜洛城的國王。法克答應如果他們能從一隻巨大的火龍中救費歐娜出來就還回他寧靜的沼澤。兩人到達城堡後發現火龍原來是女性（小龍女），而且她愛上了驢子。
驢子、史瑞克和費歐娜逃跑，小龍女追逐他們。路途上，史瑞克愛上了費歐娜，而費歐娜向驢子透露自己的秘密，她小時候被詛咒，晚上會變成了怪物，破除咒語的唯一方法就是真愛之吻。史瑞克把費歐娜交給法克後，他們馬上舉行婚禮，但最後還是被史瑞克打斷儀式，並向費歐娜表白愛意。
驢子和小龍女趕到現場，火龍把法克吃掉。史瑞克費歐娜親吻後，費歐娜並沒有變回原貌，而是永遠保留着怪物的樣子。史瑞克重奪沼澤並在那裡結婚。在卡拉OK派對結束後，他們去度蜜月。

### 《史瑞克2》（2004）
白馬王子前往城堡打算營救費歐娜公主，到達後他從大野狼口中得知費歐娜早已被救走，而且和史瑞克一起去度蜜月。史瑞克他們回家後，發現驢子在沼澤裡，並告訴他們正與小龍女鬧彆扭。然而，他們受到國王的邀請，前往「遠得要命王國」與費歐娜的父母哈洛國王和莉雅王后見面。
當他們到達時，史瑞克和費歐娜發現並不是他們所期望的。神仙教母和她的兒子白馬王子打算破壞他們的婚姻，讓費歐娜愛上白馬王子，但並沒有用。於是哈洛國王聘請鞋貓劍客幫忙，但後來鞋貓與史瑞克他們成為朋友，並幫忙到神仙教母工廠偷取愛情神水。史瑞克和驢子喝了藥水後，史瑞克變成美男子，驢子變成白馬，這也令費歐娜再次成為人類。
電影結尾，哈洛國王與神仙教母對抗時誤中魔法，變回原貌青蛙。

### 《史瑞克三世》（2007）
哈洛國王患了重病，希望史瑞克和費歐娜成為「遠得要命王國」的繼承人，但他們並不情願，於是哈洛國王告訴他們還有另一人選，就是費歐娜的表弟亞瑟。於是史瑞克、驢子和鞋貓出發尋找亞瑟，費歐娜發現自己懷孕並告訴史瑞克等人。
知道消息後，史瑞克非常驚訝，因為他相信自己不會是一個好爸爸，他會毀掉孩子的一生。這都是因為史瑞克的爸爸曾經打算吃掉自己。找到亞瑟後，亞瑟對成為國王的責任感到害怕，他和史瑞克吵架後撞上小島上。在小島上，亞瑟遇上已經退休的魔法老師梅林。同時，白馬王子為了阻止史瑞克成為國王，他召集一大班童話故事中的反派人物幫忙，但最後失敗並因意外死亡。
電影結束時，與史瑞克和費歐娜在照顧他們的剛出生的怪物三胞胎。

### 《史瑞克快樂4神仙》（2010）
史瑞克成為一個居家男人，與費歐娜和三胞胎愉快地生活，不再像以前一樣到處嚇跑村民。史瑞克開始嚮往以前的生活，當一個「真正的怪物」。史瑞克被精靈小矮人欺騙簽署一項古怪協定後，突然發現自己身處在另外一個世界裡，一個怪物被追趕、精靈小矮人是國王、嚴重發福的鞋貓、驢子不認識自己和費歐娜從來沒有見過自己的世界。
史瑞克加入了反抗軍並重遇費歐娜，但她不愛自己。精靈小矮人向史瑞克發出懸賞和聘用花衣魔笛手，作為捉拿史瑞克的獎勵，精靈小矮人提供了一個「一生的交易」。結果史瑞克自投羅網，但他不是要求恢復他原本的生活，而是要求精靈小矮人釋放所有被捕獲的怪物。怪物們伏擊皇宮，史瑞克和費歐娜一起對抗小龍女。但二十四小時快到了，史瑞克開始消失，費歐娜吻他，得到真愛之吻的史瑞克成功把一切都恢復到原先的宇宙裡。
電影結尾，史瑞克親吻費歐娜並珍惜他現在所擁有的一切，真正的過著幸福快樂的生活。

### 《史瑞克5》（2026）
至2004年5月《史瑞克2》的成功後，傑佛瑞·凱森柏格透露，《史瑞克》的故事從一開始就被規劃為五部電影，「在第一部完成之前，我們談到了史瑞克的整個故事是什麼，和每個章節的答案都有關第一部電影的問題，第三和第四部電影將揭示其他未解答的問題，在最後一章中，我們就會明白在第一部電影中史瑞克是怎樣來到沼澤的。」在《史瑞克三世》上映後，凱森柏格宣布第五部電影將於2013年上映。
在2009年5月，夢工廠動畫公司宣布第四部電影的標題為《Shrek Forever After》，並表明這將是《史瑞克》系列的最後一部電影。2009年下半年，被創意製作的負責人比爾·達馬切克證實，他說：「在第一部電影中人們所喜愛的史瑞克將被帶到最後的電影裡。
《史瑞克快樂4神仙》其中一個編劇喬許·克勞斯納解釋在2010年劇本的演變：「當我剛加入這個項目時，這不應該是最後一章，原本還打算製作第五部史瑞克電影。然後，約一年的發展，傑佛瑞·凱森柏格決定我們想出的故事將是史瑞克旅程結束的正確途徑。」
2014年2月，凱森柏格在接受福斯財經網採訪時，暗示第五部電影仍然可以製作的：「我們喜歡讓他們（角色）有一點時間去休息，但你確信我們將有《史瑞克》系列的另一章，我們還沒有結束，而且更重要的是，他也沒有。」
2016年6月15日，在NBC環球以38億美元收購了夢工廠後，NBC環球的執行長史提夫·柏克討論了恢復《史瑞克》系列的計劃，以及其他夢工廠的電影。在2016年7月，荷里活報道的消息人士引述，第五部電影計劃在2019年上映。2016年9月，艾迪·墨菲證實，電影預計在2019年或2020年上映，而且劇本已經完成。電影故事由《王牌大賤諜》系列的編劇麥可·麥克卡勒斯撰寫，根據他自己的想法，並打算重塑《史瑞克》系列 。

## 外傳

### 《鞋貓劍客》（2011）
鞋貓劍客是一部於2011年10月28日上映的美國動作喜劇電腦動畫，電影發生在《史瑞克2》之前，鞋貓劍客、Q手吉蒂和蛋頭之間的冒險之旅。

### 《鞋貓劍客2》（2022）
在2012年11月，執行製片人吉勒摩·戴托羅說已經完成了幾部續集的草稿，而導演克里斯·米勒想把鞋貓帶到異國情調的地方冒險。在2014年4月，鞋貓的配音員安東尼奧·班德拉斯說續集才剛剛開始製作。2014年6月12日，電影命名為《鞋貓劍客2：九條命和四十大盜》，並計劃於2018年11月2日上映。
兩個月後，延遲至2018年12月21日上映。在2015年1月，電影在公司重組和夢工廠動畫公司每年上映兩部電影的新政策下被砍。兩個月後，班德拉斯採訪時透露，劇本正在重組，而且史瑞克可能會出現在電影裡。
2021年3月17日，宣佈片名更改為《鞋貓劍客2：最後的願望》（Puss in Boots 2: The Last Wish），由《古魯家族：新石代》的導演喬爾·克勞佛執導，馬克·史威夫特擔任製片人，並定於2022年9月23日在美國上映。

## 迴響

### 票房成績
| 電影                | 美國上映日     | 票房收入    | 票房收入    | 票房收入    | 預算       | 參考   |
| 電影                | 美國上映日     | 北美        | 其他地區    | 全球        | 預算       | 參考   |
| ------------------- | -------------- | ----------- | ----------- | ----------- | ---------- | ------ |
| 《史瑞克》          | 2001年5月18日  | 2.67億美元  | 2.16億美元  | 4.84億美元  | 6千萬美元  | [ 23 ] |
| 《史瑞克2》         | 2004年5月19日  | 4.41億美元  | 4.78億美元  | 9.19億美元  | 1.5億美元  | [ 24 ] |
| 《史瑞克三世》      | 2007年5月18日  | 3.22億美元  | 4.76億美元  | 7.98億美元  | 1.6億美元  | [ 25 ] |
| 《史瑞克快樂4神仙》 | 2010年5月21日  | 2.38億美元  | 5.13億美元  | 7.52億美元  | 1.65億美元 | [ 26 ] |
| 史瑞克電影          | 史瑞克電影     | 12.7億美元  | 16.85億美元 | 29.55億美元 | 5.35億美元 | [ 27 ] |
| 《鞋貓劍客》        | 2011年10月28日 | 1.49億美元  | 4.05億美元  | 5.54億美元  | 1.3億美元  | [ 28 ] |
| 合計                | 合計           | 14.19億美元 | 20.91億美元 | 35.1億美元  | 6.65億美元 | [ 27 ] |

### 專業評價
| 電影                | 爛番茄          | Metacritic    | CinemaScore |
| ------------------- | --------------- | ------------- | ----------- |
| 《史瑞克》          | 88% (201篇評論) | 84 (34篇評論) | A           |
| 《史瑞克2》         | 88% (233篇評論) | 75 (40篇評論) | A           |
| 《史瑞克三世》      | 41% (206篇評論) | 58 (35篇評論) | B+          |
| 《史瑞克快樂4神仙》 | 58% (189篇評論) | 58 (35篇評論) | A           |
| 《鞋貓劍客》        | 84% (143篇評論) | 65 (24篇評論) | A−          |

## 外部連結
- 互联网电影数据库（IMDb）上《史瑞克》的资料（英文）
- 互联网电影数据库（IMDb）上《史瑞克2》的资料（英文）
- 互联网电影数据库（IMDb）上《史瑞克三世》的资料（英文）
- 互联网电影数据库（IMDb）上《史瑞克快樂4神仙》的资料（英文）
- 互联网电影数据库（IMDb）上《鞋貓劍客》的资料（英文）